# Saltøya
Saltøya est une petite île de la commune de Stjørdal , en mer de Norvège dans le comté de Trøndelag en Norvège.

## Description
L'île de 0,3 km2 est une île du Fættenfjord, un bras du Trondheimsfjord. Saltøya est situé près de Langstein dans la paroisse de Skatval dans la municipalité de Stjørdal. Elle est proche d'Åsen dans la municipalité de Levanger. 
Saltøya est la plus grande île du Skatvalslandet et de toute la municipalité de Stjørdal. Il n'y a pas de résidents permanents à Saltøya. Seule une ferme y est présente. L'île est ouverte à la libre circulation, mais n'est accessible que par bateau.
À la pointe sud de l'île se trouve le feu à secteurs de Saltøy, qui est utilisé certaines parties de l'année.